# كارل كروفورد (ملاكم)
كارل كروفورد (مواليد 6 سبتمبر 1935) هو ملاكم غياني، مثّل بلاده في الألعاب الأولمبية الصيفية 1960.

## روابط خارجية
كارل كروفورد على موقع أوليمبيديا (الإنجليزية)